# Richlands (Carolina del Nord)
Richlands és una població dels Estats Units a l'estat de Carolina del Nord. Segons el cens del 2008 tenia 938 habitants.

## Demografia
Segons el cens del 2000, Richlands tenia 928 habitants, 399 habitatges i 244 famílies. La densitat de població era de 301,1 habitants per km².
Dels 399 habitatges en un 27,8% hi vivien nens de menys de 18 anys, en un 40,4% hi vivien parelles casades, en un 16,8% dones solteres, i en un 38,6% no eren unitats familiars. En el 35,1% dels habitatges hi vivien persones soles el 20,6% de les quals corresponia a persones de 65 anys o més que vivien soles. El nombre mitjà de persones vivint en cada habitatge era de 2,33 i el nombre mitjà de persones que vivien en cada família era de 3,03.
Per edats la població es repartia de la següent manera: un 23,3% tenia menys de 18 anys, un 8,1% entre 18 i 24, un 26% entre 25 i 44, un 23,9% de 45 a 60 i un 18,8% 65 anys o més.
L'edat mediana era de 41 anys. Per cada 100 dones de 18 o més anys hi havia 73,2 homes.
La renda mediana per habitatge era de 20.263 $ i la renda mediana per família de 31.667 $. Els homes tenien una renda mediana de 26.875 $ mentre que les dones 20.000 $. La renda per capita de la població era de 18.615 $. Entorn del 23,1% de les famílies i el 24,5% de la població estaven per davall del llindar de pobresa.

## Poblacions més properes
El següent diagrama mostra les poblacions més properes.